# 松下奈緒
松下奈緒（1985年2月8日—），是日本演員、鋼琴家、作曲家、歌手、模特兒。身高174公分。出生於奈良縣生駒市，成長於兵庫縣川西市。2008年3月19日東京音樂大學音樂學部器樂學系畢業（主修鋼琴）。2010年因主演晨間劇鬼太郎之妻而走紅。

## 人物簡介
三歲開始學鋼琴，小學六年級時因受日劇長假影響而想成為女演員，高中畢業後前往東京就讀東京音樂大學音樂系，主攻鋼琴。
2004年就讀大學時，在電視劇『小狗華爾滋』中正式演員出道，劇中的鋼琴演奏也是她本人演出。2006年離開前經紀公司研音，同年初次演出電影『鐵線蕨的憂鬱』。2007年在東京芸術劇場與日本愛樂交響樂團共同表演第20钢琴协奏曲 (莫扎特)。同年7月，以歌曲「Moonshine〜月あかり〜」歌手出道。
2010年因主演NHK晨間劇《鬼太郎之妻》而正式走紅，同年末與嵐一同擔任第61回NHK红白歌合战的主持人。
2011年1月主演電視劇CONTROL～犯罪心理搜查～，這是她首次在民放電視台主演，此後近年持續有主演作品。同年6月亦舉行她個人第二次的巡迴鋼琴演奏『松下奈緒コンサートツアー”Scene#25”』，也持續發行鋼琴專輯。
2014年擔任“V4+日本”歐洲四國交流親善大使。
2016年因主演春季電視劇《早子老師，真的要結婚嗎》，初次剪去出道至今維持的長髮，以短髮造型演出。。11月份時發布將擔任電影奇異博士 (電影)日文配音，這也是首次的電影配音挑戰。

## 音樂作品
除了演員身分之外，自2006年發行首張鋼琴專輯《戀戀琴聲(DOLCE)》以來也持續以鋼琴演奏家的身分活躍著，曾為大河劇義經演奏配樂，作品也收錄於義經的電視原聲帶中。2007年晨間劇『ちりとてちん』的開場音樂也是她所彈奏。
在她演出的作品中也時有她自己配樂或彈奏的作品，如電影『チェスト!』、『砂時計』，電視劇被稱作早海的日子 等作品。電視劇『太陽之歌』的插曲Wish是她本人所演唱。也曾演奏《鬼太郎之妻》主題曲ありがとう的鋼琴版，收錄在Scene25 ~Best of Nao Matsushita專輯中。
2016年出道10週年，並推出THE BEST~ 10 years story~ 十週年新曲+精選輯以及2017年巡演。

## 主要作品

### 电视剧

#### 连续剧
| 年份   | 中文劇名                             | 日文劇名                                   | 角色                                 | 電視台                 |
| ------ | ------------------------------------ | ------------------------------------------ | ------------------------------------ | ---------------------- |
| 2004年 | 小狗華爾滋                           | 仔犬のワルツ                               | 鴻池聖香                             | 日本電視台             |
| 2004年 | 人間的証明                           | 人間の証明                                 | 朝枝路子                             | 富士電視台             |
| 2005年 | 為愛向錢衝-我成功的秘密              | 恋におちたら～僕の成功の秘密～             | 白川香織                             | 富士電視台             |
| 2006年 | 主播台女王                           | トップキャスター                           | 野原芽衣                             | 富士電視台             |
| 2006年 | 太陽之歌                             | タイヨウのうた                             | 橘麻美                               | TBS                    |
| 2007年 | 好差事                               | Good Job～グッジョブ                       | 上原草子（主演）                     | NHK                    |
| 2008年 | 我的野蠻女友                         | 猟奇的な彼女                               | 淺倉南                               | TBS                    |
| 2008年 | 監查法人                             | 監察法人                                   | 山中茜                               | NHK                    |
| 2008年 | 課長島耕作2～香港的誘惑～            | 課長島耕作2〜香港の誘惑〜                  | 大町久美子                           | 日本電視台             |
| 2008年 | 戀空                                 | 恋空                                       | 櫻井MINAKO                           | TBS                    |
| 2009年 | 離島晴空                             | 本日も晴れ。異状なしナビ                   | 西門うらら                           | TBS                    |
| 2009年 | 單身情歌                             | おひとりさま                               | 澤井君香                             | TBS                    |
| 2010年 | 鬼太郎之妻                           | ゲゲゲの女房                               | 飯田布美枝（主演）                   | NHK                    |
| 2010年 | 醫龍-Team Medical Dragon-3           | 医龍-Team Medical Dragon-3                 | 根岸紗江（病患）                     | 富士電視台             |
| 2011年 | CONTROL～犯罪心理搜查～              | CONTROL〜犯罪心理捜査〜                    | 瀨川里央（主演）                     | 富士電視台             |
| 2011年 | 胡桃之家                             | 胡桃の部屋                                 | 三田村桃子（主演）                   | NHK                    |
| 2012年 | 被稱作早海的日子（嫁到這一家）       | 早海さんと呼ばれる日                       | 早海優梨子（主演）                   | 富士電視台             |
| 2012年 | 東野圭吾推理系列第三集：無盡的夜     | 東野圭吾ミステリーズ「エンドレス・ナイト」 | 田村厚子（主演）                     | 富士電視台             |
| 2013年 | 鴨去京都 老舖旅館的女將日記          |                                            | 上羽鴨（主演）                       | 富士電視台             |
| 2014年 | 芙蓉之人 富士山頂之妻                | 芙蓉の人～富士山頂の妻                     | 野中千代子（主演）                   | NHK                    |
| 2014年 | 亲爱的姊妹                           | ディア・シスター                           | 深澤葉月（主演）                     | 富士電視台             |
| 2015年 | 黑暗的伴走者                         | 闇の伴走者                                 | 水野優希（主演）                     | WOWOW                  |
| 2016年 | 戀愛的三陸～去搭聯誼列車吧           | 特集ドラマ                                 | 岩渕由香里（主演）                   | NHK                    |
| 2016年 | 早子老師，要結婚是真的嗎？           |                                            | 立木早子（主演）                     | 富士電視台             |
| 2017年 | 小荳荳！                             | トットちゃん!                              | 黑柳（門山）朝                       | 朝日電視台             |
| 2018年 | 黑暗的伴走者～主編的條件             | 闇の伴走者～編集長の条件                   | 水野優希（主演）                     | WOWOW                  |
| 2018年 | 萬福                                 | まんぷく                                   | 香田克子                             | NHK                    |
| 2019年 | 我的裙子、去哪了?                    | 俺のスカート、どこ行った?                  | 長井亞由美                           | 日本電視台             |
| 2020年 | 贋作 男人真命苦                      | 贋作 男はつらいよ                          | 高見歌子                             | NHK                    |
| 2020年 | ALIVE ～癌症專門醫的病歷表～         | アライブ がん専門医のカルテ                | 恩田心（主演）                       | 富士電視台             |
| 2021年 | Red Eyes 監視搜查班                  | レッドアイズ 監視捜査班                    | 島原由梨                             | 日本電視台             |
| 2021年 | Doctor-X～外科醫·大門未知子～ 第七季 | ドクターX〜外科医・大門未知子〜第7期       | 那須田灯                             | 朝日電視台             |
| 2023年 | Get Ready!                           | Get Ready!                                 | 依田沙姫                             | TBS                    |
| 2023年 | CODE-願望的代價-                     | CODE-願いの代償-                           | 三輪圓                               | 讀賣電視台・日本電視台 |
| 2023年 | 大奥 醫療幕末篇                      | 大奥 Season2「医療編」                     | 田沼意次                             | NHK                    |
| 2024年 | Sky Castle                           | スカイキャッスル                           | 浅見紗英（主演）                     | 朝日電視台             |
| 2025年 | 大追跡〜警視廳SSBC強行犯係〜         | 大追跡〜警視庁SSBC強行犯係〜               | 青柳遙（與相葉雅紀、大森南朋三人主演 | 朝日電視台             |

#### SP剧
| 年份   | 中文劇名                                       | 日文劇名                                       | 角色               | 電視台         |
| ------ | ---------------------------------------------- | ---------------------------------------------- | ------------------ | -------------- |
| 2004年 |                                                | X'smap～虎とライオンと五人の男～               | アキコ             | 富士電視台     |
| 2008年 | 如你所願的死法                                 | 君の望む死に方                                 | 碓氷優佳（主演）   | WOWOW          |
| 2010年 | 東野圭吾電視劇特別篇偵探俱樂部                 | 東野圭吾ドラマスペシャル 探偵倶楽部            | 漆原 梢            | 富士電視台     |
| 2011年 | 遺恨~明治十三年最後的復仇                      | 遺恨あり 明治十三年 最後の仇討                 | なか               | 朝日電視台     |
| 2011年 | 熱中時代                                       | 熱中時代                                       | 朝比奈遥           | 日本電視台     |
| 2011年 | 世界奇妙物語2011秋季篇                         | 世にも奇妙な物語 2011年 秋の特別編「憑かれる」 | 倉田聖美           | 富士電視台     |
| 2012年 | 三夜連續SP劇 黑板～與時代戰鬥的教師們的第三夜  | ブラックボード〜時代と戦った教師たち〜的第三夜 | 瀧澤桃子（主演）   | TBS            |
| 2012年 | 被稱作早海的日子（嫁到這一家） SP：前篇 & 後篇 | 早海さんと呼ばれる日 SP                        | 早海優梨子（主演） | 富士電視台     |
| 2013年 | 二十四隻眼睛                                   | 二十四の瞳                                     | 大石久子（主演）   | 朝日電視台     |
| 2013年 | 花之鎖                                         | 花の鎖                                         | 梨花（主演）       | 富士電視台     |
| 2013年 | 屍活師〜女王的法醫學〜                         | 屍活師〜女王の法医学〜                         | 桐山由紀（主演）   | 富士電視台     |
| 2016年 | 新春特別劇 少爺                                | 新春スペシャルドラマ 坊っちゃん                | 瑪丹娜             | 富士電視台     |
| 2016年 | 天才傻瓜〜家族的牽絆                           | 天才バカボン〜家族の絆                         | 媽媽               | 日本電視台     |
| 2016年 | 往復書簡～十五年後的補習                       | 往復書簡〜十五年後の補習                       | 岡野萬里子（主演） | TBS            |
| 2016年 | 特命指揮官 鄉間彩香                            | 特命指揮官 郷間彩香                            | 鄉間彩香（主演）   | 富士電視台     |
| 2017年 | 天才傻瓜2                                      | 天才バカボン2                                  | 媽媽               | 日本電視台     |
| 2017年 | 創造時代的男人 阿久悠物語                      | 時代をつくった男 阿久悠物語                    | 深田雄子           | 日本電視台     |
| 2018年 | 天才傻瓜3〜愛與青春的笨蛋田大學                | 天才バカボン3～愛と青春のバカ田大学            | 媽媽               | 日本電視台     |
| 2021年 | 裕先生的妻子                                   | 裕さんの女房                                   | 石原真紀子（主演） | NHK BS Premium |
| 2021年 | 腦科學律師 海堂梓 Doubt                        | 脳科学弁護士 海堂梓 ダウト                     | 海堂梓（主演）     | 東京電視台     |
| 2022年 | 風啊暴風雨啊                                   | 風よ あらしよ                                  | 平塚らいてう       | NHK BS8K       |
| 2023年 | 必殺仕事人                                     | 必殺仕事人                                     | 棗                 | 朝日電視台     |
| 2024年 | 戀愛戰略會議                                   | 恋愛戦略会議                                   | 倉持冬子（主演）   | 富士電視台     |

#### 電影
| 年份   | 劇名                         | 角色       |
| ------ | ---------------------------- | ---------- |
| 2007年 | 鐵線蕨的憂鬱                 | 続木葉子   |
| 2007年 | 未來預想圖                   | 宮本清     |
| 2007年 | 活人祭                       | 水野詩由里 |
| 2008年 | 游泳少年(チェスト!)                   | 白石奈津子 |
| 2008年 | 砂時計                       | 水瀨杏     |
| 2009年 | 不沉的太陽                   | 桶田恭子   |
| 2019年 | 母親過世時，我想吃掉她的骨灰 | 真里       |
| 2019年 | Angel Sign                   | アイカ     |
| 2024年 | 美作物語～致演奏風的你～     | 青江里香   |

#### DVD
- 約束（2005年5月18日）
- Concert Tour Scene#25（2011年10月19日）

#### CD
|                  | 發布日期       | 標題                                         |
| 1st              | 2006年10月18日 | 戀戀琴聲 (DOLCE)                             |
| 2nd              | 2007年10月10日 | 《poco A poco》                              |
| サウンドトラック | 2008年2月27日  | 映画「チェスト」オリジナル・サウンドトラック |
| 3rd              | 2009年2月4日   | 黑白鍵的漫舞(pf)                             |
| Best Album       | 2010年9月22日  | Scene25 〜Best of Nao Matsushita             |
| 4th              | 2012年2月29日  | for me                                       |
| 5th              | 2013年10月19日 | WOMAN                                        |
| 6th              | 2015年4月8日   | Music Box                                    |
| 2nd Best Album   | 2016年12月7日  | THE BEST〜10 years story〜                   |

## 資料來源
1. ↑  20131019嵐にしやがれ播出
2. ↑  . Ministry of Foreign Affairs of Japan.   [2021-04-12]. （原始内容存档于2021-04-21）.
3. ↑  . ORICON NEWS.   [2021-04-12]. （原始内容存档于2021-04-12）.
4. ↑  松下奈緒&樋口可南子、吹替声優初挑戦!小野大輔ら実力派声優も『ドクター・ストレンジ』[永久]
5. ↑  http://www.oricon.co.jp/news/2005175/full/松下奈緒、主演ドラマ『早海さんと呼ばれる日』で劇中曲も書き下ろし%5B%5D
6. ↑  .   [2015-01-17]. （原始内容存档于2020-10-16） –www.youtube.com.
7. ↑  .   [2015-01-17]. （原始内容存档于2020-10-16） –www.youtube.com.